# Албанија на Европском првенству у атлетици у дворани 2005.
Албанија је учествовала на 28. Европском првенству у дворани 2005. одржаном у Мадриду, Шпанија, од 4. до 6. марта. Ово је било четврто европско првенство у атлетици у дворани од 1992. године када је Албанија први пут учествовала, а од овог 2005. је редован учесник. Репрезентацију Албаније представљало је двоје атлетичара (1 мушкарца и 1 жена) који су се такмичили у 2 дисциплине.
На овом првенству представници Албаније нису освојили ниједну медаљу, нити су оборили неки рекорд. Нису учествовали у финалним такмичења, па су остали у групи земаља које нису освајале медаље на досадашњим првенствима.

## Учесници
| Бр. | Дисциплина | Мушкарци       | Жене           | Укупно |
| --- | ---------- | -------------- | -------------- | ------ |
| 1   | 400 м      |                | Клодијана Шаља | 1      |
| 1   | 80 м пр.   | Елтон Битинска |                | 1      |
|     | Укупно (2) | 1              | 1              | 2      |

### Мушкарци
| Атлетичар      | Дисциплина   | Лични рекорд | Квалификације | Квалификације | Полуфинале           | Полуфинале           | Финале               | Финале  | Детаљи |
| Атлетичар      | Дисциплина   | Лични рекорд | Резултат      | Место         | Резултат             | Место                | Резултат             | Место   | Детаљи |
| -------------- | ------------ | ------------ | ------------- | ------------- | -------------------- | -------------------- | -------------------- | ------- | ------ |
| Елтон Битинска | 60 м препоне |              | 8,15          | 8 u gr. 2     | Није се квалификовао | Није се квалификовао | Није се квалификовао | 28 / 29 |        |

### Жене
| Атлетичарka    | Дисциплина | Лични рекорд | Квалификације | Квалификације | Финале                | Финале        | Детаљи |
| Атлетичарka    | Дисциплина | Лични рекорд | Резултат      | Место         | Резултат              | Место         | Детаљи |
| -------------- | ---------- | ------------ | ------------- | ------------- | --------------------- | ------------- | ------ |
| Клодијана Шаља | 400 м      | 53,34НР      | 53,60         | 4. у гр. 3    | није се квалификовала | 10. / 13 (14) |        |